# Купчинская улица
Ку́пчинская улица — улица во Фрунзенском районе Санкт-Петербурга. Расположена в южной части Фрунзенского района. Имеет важное транспортное значение для района, поскольку здесь проходят трамваи № 25, 43, идущие к станции метро «Купчино».

## Расположение
Купчинская улица начинается от пересечения с улицей Димитрова, заканчивается на перекрёстке с Малой Балканской улицей, практически на границе сплошной застройки Фрунзенского района. Запроектирован, но не существует участок улицы до пока не проложенной Балканской улицы. От улицы Димитрова до улицы Ярослава Гашека организовано движение трамваев на обособленном полотне. После пересечения с улицей Олеко Дундича Купчинская улица изменяет направление.

## История
Получила название 16 июля 1973 года в честь существовавшей примерно на месте нынешней Купчинской улицы главной улицы деревни Купчино, которая с начала XX века именовалась Старой. Начала застраиваться с начала 70-х годов. В 1974 году до улицы был продлён трамвайный маршрут № 43, до этого транспорта на улице вообще не было. В 1977 году появился дом 30 серии 1ЛГ-602.

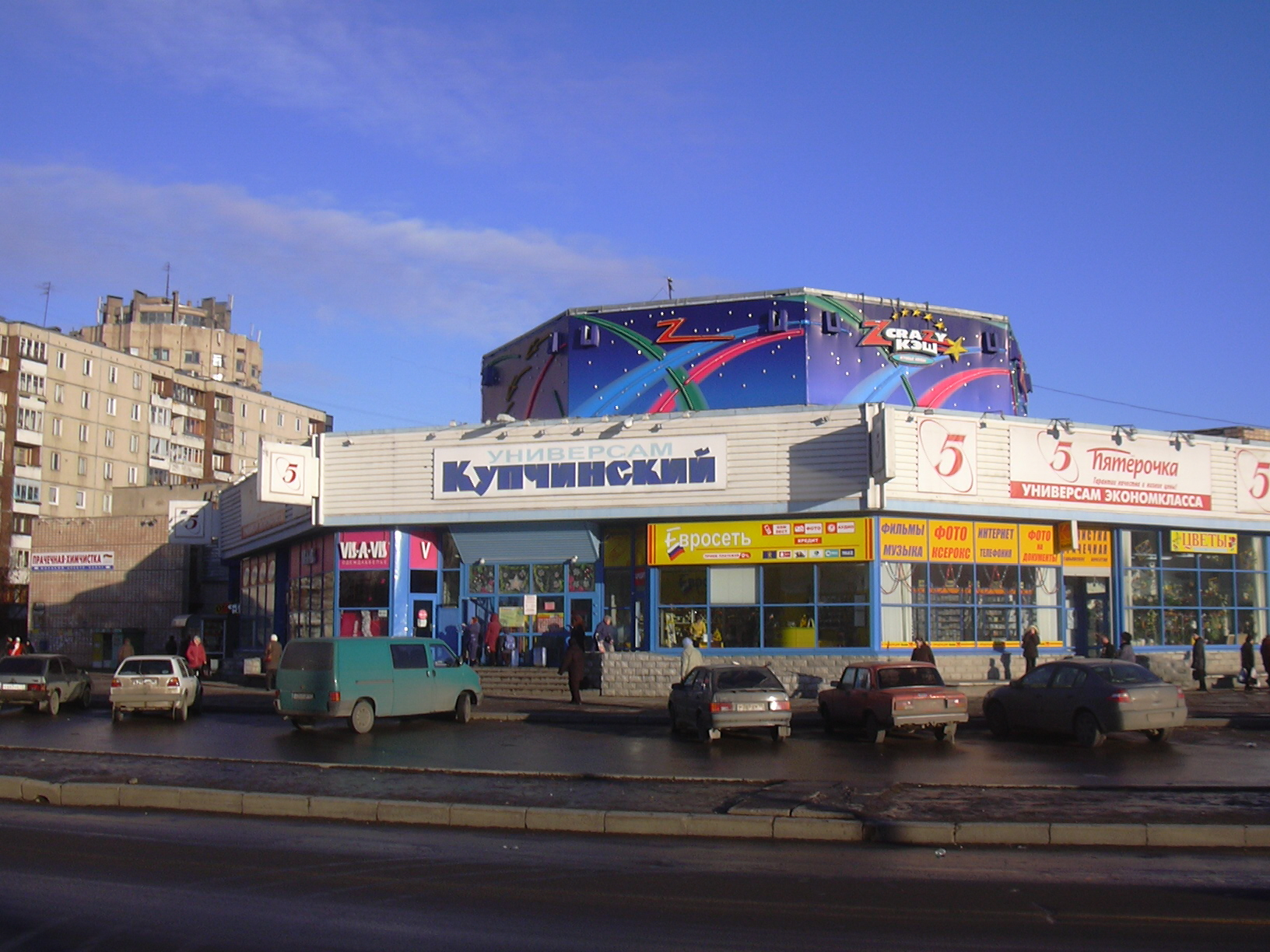
Универсам «Купчинский» на пересечении с улицей Олеко Дундича

## Инфраструктура
- 41-й отдел полиции (д. 10, к. 1)
- Детская поликлиника № 3 (д. 4, к. 2)
- Поликлиника № 5 (д. 5, к. 1)
- Муниципальный совет МО «Балканский» (д. 32)

## Образовательные учреждения

#### Школы
- № 444 (д. 15, к. 3)
- № 443 (д. 11, к. 4) — с 1980 по 1988 год здесь учился Андрей Князев[3], рок-музыкант и автор песен панк-группы Король и Шут

#### Детские сады
- № 101 (д. 17, к. 3)
- № 99 (д. 25, к. 2)
- № 89 (д. 13)
- № 90 (д. 11, к. 3)
- № 103 (д. 14, к. 2)
- № 119 (д. 29, к. 2)

#### Профессиональные образовательные учреждения
- Колледж метрополитена (д. 28, к. 1)

## Достопримечательности
- Пересечение Купчинской улиц и улицы Димитрова: памятник Г. М. Димитрову и мемориальный комплекс.
- Пересечение Купчинской и Пловдивской улиц: памятный камень с надписью «Улица названа в честь болгарского города Пловдива, побратима Ленинграда, в год 40-летия победы социалистической революции в Болгарии».

## Застройка
На улице большинство домов — серии 1ЛГ-602У, причем дом 15, к. 2 — самый последний дом этой серии. Также построены дома серий: 1-ЛГ-504Д, 1-528КП-82, 1ЛГ-602В, 1ЛГ-606, «круглые» общежития, («круглые башни») 121. Серии детских садов и школ: 2С-04-3/71, 2С-02-10/71.

## Транспорт
Станции метро: Звёздная, Купчино, Дунайская, Проспект Славы.
- Пересечение улиц Димитрова и Купчинской: автобусы (74, 157, 246) и трамваи (25, 43).
- Пересечение улиц Пловдивской и Купчинской: автобус (246) и трамваи (25, 43).
- Пересечение Дунайского проспекта и Купчинской улицы: автобусы (50, 197А, 241, 246, 326) и трамваи (25, 43).
- Пересечение улиц Ярослава Гашека и Купчинской: автобусы (50, 53, 54, 56, 159, 246, 253, 282, 288, 326), троллейбусы (39, 47) и трамваи (25, 43, 45, 62).
- Пересечение улиц Олеко Дундича и Купчинской: автобусы (50, 54, 56, 74, 96, 157, 159, 326).
- Пересечение улиц Малой Балканской и Купчинской: автобус (225).

## Пересекает или граничит
- улица Димитрова (Купчинская улица примыкает к ней)
- Пловдивская улица (пересечение)
- Дунайский проспект (пересечение)
- улица Ярослава Гашека (пересечение)
- улица Олеко Дундича (пересечение)
- Малая Балканская улица (Купчинская улица примыкает к ней)